# Rupt-sur-Othain
Rupt-sur-Othain è un comune francese di 56 abitanti situato nel dipartimento della Mosa nella regione del Grand Est.

## Società

### Evoluzione demografica
Abitanti censiti